# Rudi Johnson
(en) Statistiques sur pro-football-reference
 Rudi Johnson est un joueur américain de Football américain né le 1er octobre 1979 à Petersburg (Virginie).

## Biographie

### Carrière universitaire
Il joua avec les Tigers d'Auburn, cumulant 1 567 yards pour 324 courses.

### Carrière professionnelle
Il fut drafté au 4e tour (100e choix de draft) par les Bengals de Cincinnati en 2001.

## Palmarès

### Universitaire
- 2000 : 10e du trophée Heisman
- 2000 : 9e à la course en NCAA

### NFL
- Pro Bowl : 2004